# Merikara
Merikara (fl. XXII-XXI secolo a.C.) è stato un faraone della X dinastia egizia.

## Biografia
Merikara regnò solamente su alcuni nomo intorno a Eracleopoli. Di lui si ricordano gli sforzi per difendere le regioni del delta del Nilo sia dai nomadi provenienti dalla Libia che da quelli provenienti dalla Penisola del Sinai. Cercò relazioni di buon vicinato con i sovrani, a lui contemporanei, della XI dinastia tebana ma venne da questi infine sconfitto. Suo avversario principale fu Antef II.
Si ritiene che sia il Merikara a cui è dedicato il testo sapienziale L'insegnamento per Merikara, testo dove un sovrano, probabilmente Kheti VII, trasmette al figlio che dovrà un giorno succedergli, indicazioni su come governare.
Il suo regno dovrebbe essere durato circa vent'anni. Non si conosce la posizione del suo monumento funebre, il cui nome era W3ḏ swt mr y k3 rˁ (Uadjsut Merikara - Luogo di Merikara unito nella prosperità), ma il suo culto funerario è attestato a Saqqara durante la XII dinastia da due stele di sacerdoti, Apa ed Anpuemhat, addetti al culto della sua piramide e di quella di Teti. Anche il funzionario Gemniemhat, noto per la scoperta della sua tomba eccezionalmente intatta, a Saqqara, era addetto al culto di Merikara, oltre che a quello del faraone Teti.

## Titolatura
| G5 |

| G5 |

|       |
| \| \| |
|       |
|       |

|  |

|       |
| \| \| |
|       |
|       |

|  |

| G16 |

| G16 |

|  |

| G8 |

| G8 |

|  |

| M23 · X1 | L2 · X1 |

| M23 · X1 | L2 · X1 |

| N5 | mr | i | i | D28 |

| N5 | mr | i | i | D28 |

| N5 | mr | i | i | D28 |

| N5 | mr | i | i | D28 |

| N5 | mr | i | i | D28 |

| N5 | mr | i | i | D28 |

| N5 | mr | i | i | D28 |

| N5 | mr | i | i | D28 |

| G39 | N5 |

| G39 | N5 |

|       |
| \| \| |
|       |
|       |

|  |

|       |
| \| \| |
|       |
|       |

|  |